# Campagna di Trebisonda
La campagna di Trebisonda, conosciuta anche come battaglia di Trebisonda, fu una serie di operazioni navali e terrestri russe di successo che portarono alla cattura di Trebisonda. Fu la fase logistica successiva all'offensiva di Erzurum. Le operazioni iniziarono il 5 febbraio e si conclusero quando le truppe ottomane abbandonarono Trebisonda la notte del 15 aprile 1916.

## Offensiva del Lazistan

### Sequenza temporale
- 1916 –
  - Seconda metà di gennaio: I russi occuparono il territorio tra il fiume Coruh e la frontiera russa. Makriali fu presa.
  - 17–20 gennaio: I cacciatorpediniere russi schiacciarono un gran numero di imbarcazioni a vela turche lungo la costa del Lazistan che rifornivano l'esercito turco.[2]
  - Febbraio: I Reggimenti Turkistanski occuparono Hopa.
  - 5 febbraio: Lo squadrone russo danneggiò pesantemente le trincee turche oltre il fiume Arhavi.
  - 6 febbraio: i turchi abbandonano le loro linee, lasciando dietro di sé 500 morti.
  - 15–16 febbraio: la stessa sequenza di eventi si ripeté a Vitze. I turchi si ritirarono dietro il fiume Buyuk-dere. Diversi battaglioni turchi rinforzarono Rize da Trebisonda. Il generale Lyakhov in conferenza con gli ufficiali della marina accettò la proposta di sbarcare la fanteria (2 battaglioni con 2 cannoni da montagna) nelle retrovie della posizione turca.
  - 4–5 marzo: Rostislav e le cannoniere Kubanetz e Donetz sostennero lo sbarco anfibio ad Atina.[3] I turchi nella posizione di Buyuk-dere fuggirono sulle montagne.
  - 6–7 marzo: L'operazione di sbarco fu ripetuta a Mapavri e incontrò solo una leggera resistenza.
  - 8 marzo: I russi occuparono Rize e spinsero le loro pattuglie in avanti fino al fiume Kalopotamos a est della cittadina di Of. Qui l'avanzata del distaccamento costiero del Mar Nero fu temporaneamente interrotta.

## Effetto sugli armeni
Prima della prima guerra mondiale, la vivace comunità armena di Trebisonda contava 30000 abitanti. Nel 1915, durante il genocidio armeno, furono massacrati e deportati. Dopo la cattura russa di Trebisonda, circa 500 armeni sopravvissuti poterono tornare, così come i monaci armeni del monastero di Kaymaklı.

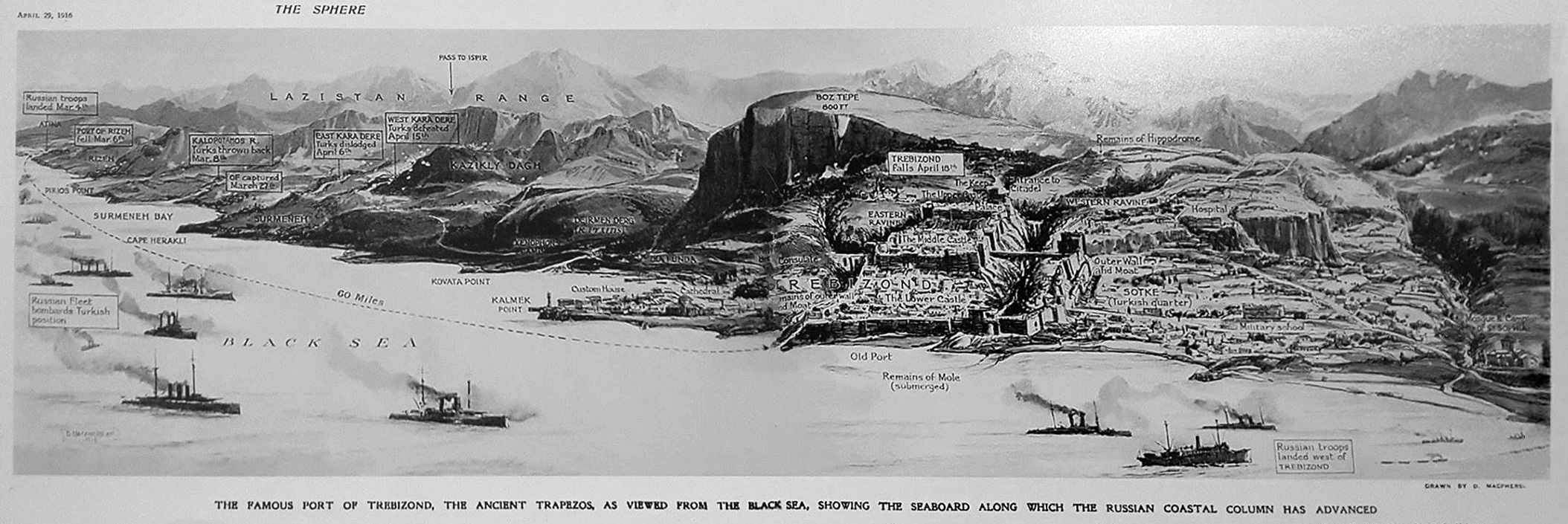
Illustrazione della cattura di Trebisonda da parte dell'esercito russo. Pubblicato da The Sphere il 29 aprile 1916

.